# A Calamitous Elopement
A Calamitous Elopement é um filme mudo do gênero comédia em curta-metragem estadunidense, lançado em 1908, escrito e dirigido por D. W. Griffith. Cópias do filme sobrevivem na Livraria do Congresso dos Estados Unidos.

## Elenco
- Harry Solter
- Linda Arvidson
- Charles Inslee
- George Gebhardt
- John R. Cumpson
- D. W. Griffith
- Robert Harron
- Florence Lawrence
- Anthony O'Sullivan